# Laura Poitras
Laura Poitras, född 2 februari 1964 i Boston, Massachusetts, är en amerikansk dokumentärfilmare.
Hon nominerades till Oscar för bästa dokumentär 2007 för My country, my country och vann samma pris 2015 för Citizenfour, om avslöjaren Edward Snowden och skandalen kring NSA:s spionverksamhet.
Poitras spelas av Melissa Leo i Oliver Stones spelfilm Snowden från 2016.

## Filmregi
- Exact fantasy (1995)
- Flag wars (2003)
- Oh say can you see... (2003)
- My country, my country (2006)
- The oath (2010)
- Citizenfour (2014)
- Risk (2016)
- All the Beauty and the Bloodshed  (2022)